# San Jose Earthquakes
San Jose Earthquakes er en amerikansk fodboldklub fra byen Santa Clara ved San Jose i Californien. Klubben spiller i landets bedste liga, Major League Soccer, og har hjemmebane på stadionet Buck Shaw Stadium.
Klubben blev grundlagt i 1995 i forbindelse med stiftelsen af Major League Soccer, og har spillet med i ligaen lige siden. Fra stiftelsen og frem til 1999 var holdet kendt under navnet San Jose Clash. Klubben har vundet ligaen to gange, i 2001 og 2003.

## Titler
- Major League Soccer (2): 2001 og 2003

## Kendte spillere
| - Junior Agogo (2001) - Jeff Agoos (2001–04) - Arturo Alvarez (2003–04), (2008–10) - Khodadad Azizi (2000) - Jeff Baicher (1996–99) - Wade Barrett (1998–02), (2005) - Scott Bower (1999–02) - Paul Bravo (1996) - Dario Brose (1999–01) - Danny Califf (2005) - Joe Cannon (1999-02), (2008–10) - Ronald Cerritos (1997–01), (2005) - Brian Ching (2003–05) - Jimmy Conrad (1999–02) - Abdul Thompson Conteh (2000) - Troy Dayak (1996–98), (2001–05) - Dwayne De Rosario (2001–05) - Landon Donovan (2001–04) - John Doyle (1996–00) - Todd Dunivant (2003–04) - Michael Emenalo (1996–97) - Missael Espinoza (1996) - Geovanni (2010) - Richard Gough (1998) - Ariel Graziani (2002) | - Iván Guerrero (2008) - Darren Huckerby (2008–09) - Ben Iroha (1996–97) - Kei Kamara (2008) - Dominic Kinnear (1997) - David Kramer (1997–99) - Manny Lagos (2001–03) - Eddie Lewis (1996–99) - Lawrence Lozzano (1997–98) - Brian Mullan (2003–05) - Travis Mulraine (1999–00) - Richard Mulrooney (1999–04) - Ronnie O'Brien (2008) - Curt Onalfo (1997) - Pat Onstad (2003–05) - Eddie Robinson (2001–05) - Jorge Rodas (1996) - Ian Russell (2000–05) - Mauricio Solis (1999–00) - Davide Somma (2008–09) - Christopher Sullivan (1997) - Craig Waibel (2003–05) - Mauricio Wright (1999–00) - Eric Wynalda (1996–99) |

## Trænere
Samtlige trænere i San Jose Clash/San Jose Earthquakes siden Major League Soccers start i 1996:
| - Laurie Calloway (1996–97) - Brian Quinn (1997–99) - Jorge Espinoza (1999) - Lothar Osiander (1999–00) | - Frank Yallop (2001–03) - Dominic Kinnear (2004–05) - Frank Yallop (2008-) |